# Boniface Agambila
Boniface Agambila (auch: Gambila; * 9. Juni 1959) war bis zum 31. Juli 2007 als Regionalminister der Upper East Region in Ghana einer der führenden Politiker des Landes. In den Posten des Regionalministers ernannte ihn Präsident John Agyekum Kufuor im Jahr 2005. Agambila folgte Mohamed Salifu im Amt des Regionalministers. Sein Amtsnachfolger wurde Alhassan Samani.
Agambila ist Direktor des Vorstandes der National Service Personnel Association (NASPA), der nationalen Vereinigung der Staatsbediensteten in Ghana. Ferner ist er Vorsitzender der regionalen Versammlung der Häuptlinge (Regional House of Chiefs) der Upper East Region in Bolgatanga, sowie der ghanaischen Rechtsanwaltskammer (Ghana Bar Association).